# Psychotria spithamea
Psychotria spithamea är en måreväxtart som beskrevs av Spencer Le Marchant Moore. Psychotria spithamea ingår i släktet Psychotria och familjen måreväxter. Inga underarter finns listade i Catalogue of Life.